# Verein für Ostkirchliche Musik
Der Verein für ostkirchliche Musik (VOM) ist ein gemeinnütziger Schweizer Verein zur Pflege der Kirchenmusik der Ostkirchen. Er ist konfessionell unabhängig und keiner kirchlichen Jurisdiktion verpflichtet.

## Geschichte
Der VOM wurde 1979 vom Ostkirchenmusiker Peter Vitovec (Basel, 1946–2012), dem evang.-ref. Pfarrer Armin Mettler (Basel) und dem christkath. Theologen Urs von Arx (Bern) gegründet als Selbsthilfeorganisation, um das Bedürfnis von Kirchenchören im deutschsprachigen Raum nach Notenmaterial und kundiger Anleitung zur liturgisch korrekten Anwendung und Interpretation der orthodoxen Kirchengesänge zu befriedigen. Zur damaligen Zeit war es sehr schwierig, an Noten heranzukommen, da die Kirchen in den meisten orthodoxen Ländern nicht frei agieren konnten und deshalb kaum entsprechende Publikationen erhältlich waren.
Seit im Osten Publikationen orthodoxer Kirchenmusik wieder möglich sind und in grosser Zahl in der Originalsprache erscheinen, hat sich der Arbeitsschwerpunkt des VOM auf die Herausgabe von Texten und Noten für den orthodoxen Gottesdienst in deutscher Sprache verlagert. Dies in der Absicht, den Gläubigen im deutschen Sprachraum Zugang zu verschaffen zu Inhalt und Botschaft der liturgischen Texte und ihnen die darin verborgene Spiritualität und Mystik unmittelbar über das Wort zu erschliessen. 

## Arbeitsbereiche
Der Verein ist in folgenden Arbeitsbereichen tätig:
- Sammeln und erschliessen (Noten, Tondokumente, Fachliteratur)
- Bearbeiten und edieren (Reprints, Adaptionen an die deutsche Sprache)
- Pflegen und fördern (Seminare, individuelle Beratung/Unterstützung).

Zurzeit sind zwei Projekte in Arbeit:
- Liturgische Bücher der Orthodoxen Kirche in deutscher Sprache. Ergänzte und bearbeitete Ausgabe der Übersetzung des Erzpriesters Aleksej Mal’cev. Gestaltung und Ausrüstung werden auf den praktischen liturgischen Gebrauch abgestimmt.
- Deutsches Chorbuch für den Orthodoxen Gottesdienst mit allen für den Vollzug des orthodoxen Gottesdienstes notwendigen Gesängen, in zwei Versionen: a) für gemischte Stimmen, b) für gleiche Stimmen.